# Henri Fayol
Henri Fayol (Istanbul, 1841 - París, 1925) va ser enginyer i teòric de l'administració d'empreses francès.
La teoria de Fayol es basa en la divisió del treball, però es fixa més en la funció directiva i en la jerarquia d'autoritat que no pas en les tasques dels operaris. Per realitzar-ho, va establir 6 àrees funcionals que han de tenir les empreses (tècnica, comercial, financera, comptable, de seguretat i administrativa) actualment encara es fan servir aquestes tècniques de manera gairebé semblant en totes les empreses. Cada àrea funcional és dirigida per un cap, el qual té autoritat sobre els treballadors.